# Landsmeer
Landsmeer er en kommune og by i Holland, i provinsen Nordholland.

## Befolkningscentre
Kommunen Landsmeer består af de følgende byer, landsbyer og/eller distrikter: Den Ilp, Landsmeer, Purmerland.

## Lokal ledelse
Kommunalrådet i Landsmeer består af 15 sæder, som er fordelt som følger:
- PvdA – 5 seats
- VVD – 4 seats
- Gemeente Belangen – 2 seats
- CDA – 1 seats
- D66 – 1 seat
- GroenLinks – 1 seat
- PVL – 1 seat

## Fodnoter
1. ↑  CBS, Statline